# Абезь (деревня)
А́безь — деревня в городском округе Инта Республика Коми.

## География
Населённый пункт появился в конце XIX века. Основателем, предположительно, являлся уроженец Ижмы, которого звали Абезь Миш. Находится на левом берегу Усы на расстоянии 2 км от посёлка Абезь. В 1930-х годах селение было центром сельского совета.

## Этимология
Прежнее название Лемвавом в переводе с коми языка означает «устье реки Лемва».

## Население
В 1939 году проживало 522 человека, в 1970 — 325, в 1979 — 237, в 1989 — 231, в 1995 — 233.
| 1989 | 2002 | 2010 |
| ---- | ---- | ---- |
| 227  | ↘168 | ↘117 |